# Tętno żylne

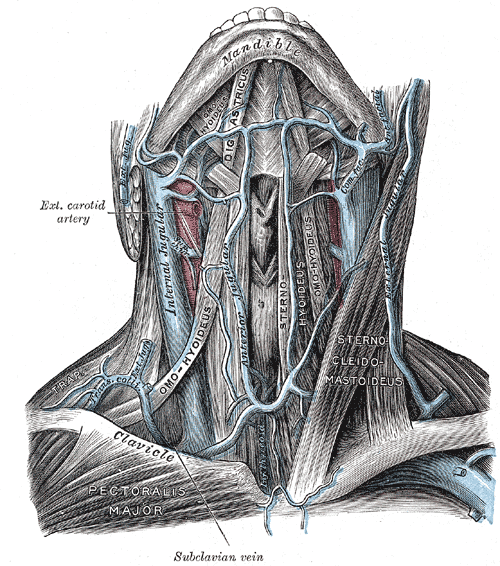
Żyły szyjne widoczne od frontu

Tętno żylne – falisty ruch naczyń żylnych zależny od pracy serca. Fizjologicznie widoczne jest na żyłach szyjnych. 